# Bharatanatyam

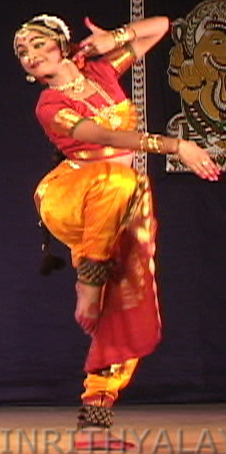
Dançarina de Bharata Natyam dancer da Escola Sri Devi Nrithyalaya Bharatanatyam em Chennai

A Bharatanatyam (em tâmil: भरतनाट्यम) é uma dança clássica indiana originada num estado do sul chamado Tamil Nadu.
A Bharatanatyam é caracterizado por linhas geometricamente perfeitas, por voltas e saltos e batidas dos pés que marcam ritmos complexos. À técnica pura e esotérica, acrescenta-se o abhinaya: expressões do rosto e dos olhos, acompanhadas por mudrás (gestos das mãos) e yantras (posturas do corpo), cujo significado é tão recuado que já só podemos fantasiar sobre ele, contudo, e embora não tenha nada que ver com yôga, não estará longe do que seriam algumas artes marciais da Ásia.
Trata-se de uma reconstrução do século XX do Cathir, a arte dos dançarinos dos templos, cuja antiguidade permanece um mistério.

## Origem e História
Esta dança nasceu e se desenvolveu no Sul da Índia, no estado de Tamil Nadu, às margens do rio Kaveri ou Calvery e tem aproximadamente seis mil anos, apesar de antiga se conserva fresca e fascinante em sua riqueza de movimentos tradicionais, encanto estético e variedade de expressões.
Considerada a mãe de todos os estilos de dança é também conhecida como Bharatha Nathyam. A palavra Bharatha é o antigo nome da Índia e também o nome do sábio ao qual o Deus Brahma concedeu as escrituras que regem a dança.
Originalmente era dançado por Devadasis, nome dado à mulheres pertencentes ao templo e completamente devotadas à arte.

## Segundo a grande bailarinaRukmini Devi
Bharathanatyam é uma arte viva a qual ainda pode ser apresentada de acordo com o Natya Shastra de Bharatha, ainda que a essência do Shastra não seja limitar a dança por regras e regulamentos. Há sempre uma interpretação errônea de que tradição ou ensinamentos tradicionais são estreitos e não criativos. Se o lugar da tradição é entendido apropriadamente, o exato oposto será achado como verdadeiro.....Bharathanatyam é um método de aprendizado espiritual para fins humanos. Portanto não é esperado que reflita a vida moderna...

## Estilo e instrumentos utilizados nesta dança

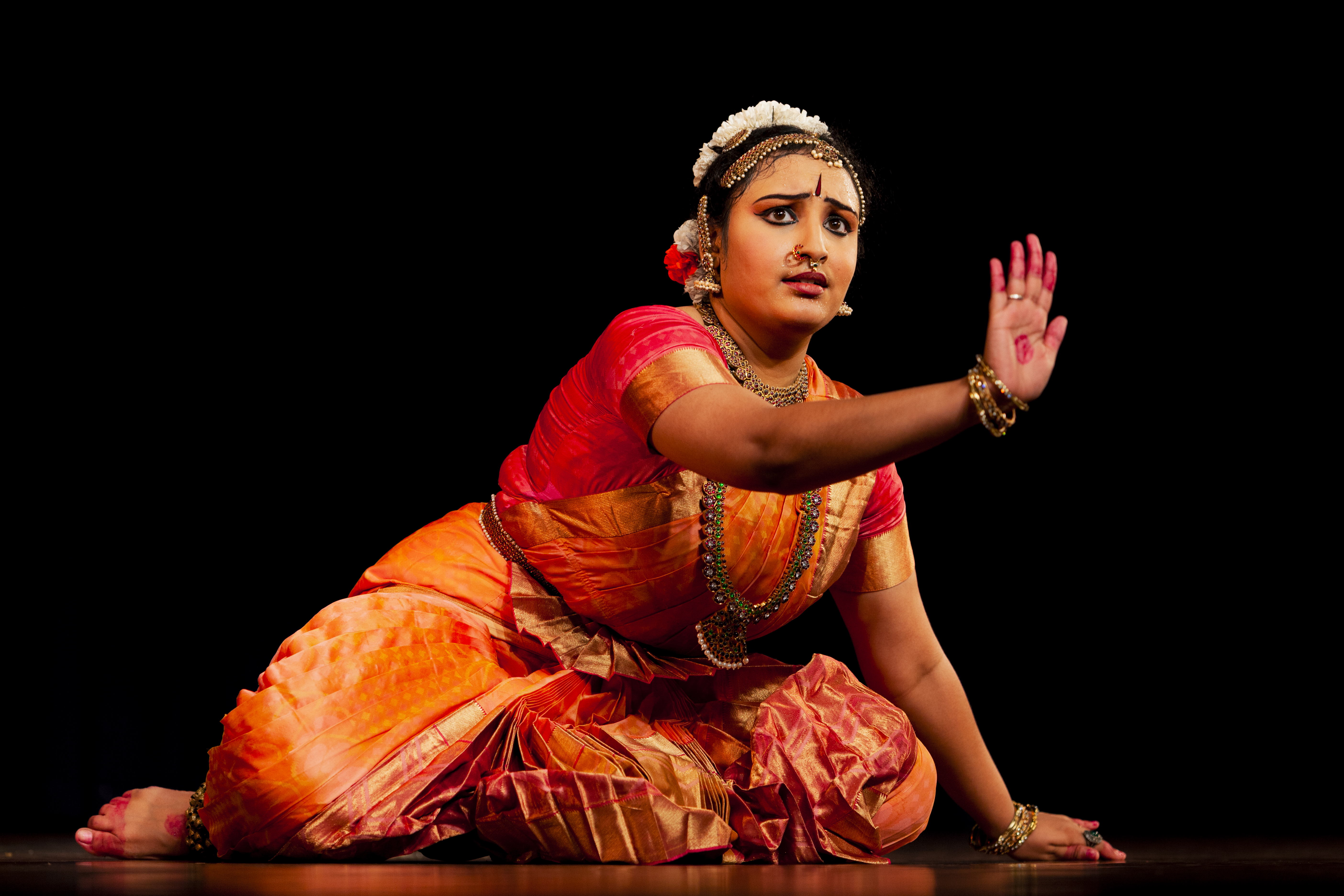
Dançarina de Bharatanatyam em 2015

O estilo de música que acompanha o Bharathanatyam é o estilo clássico carnático e os instrumentos usados para acompanhar o vocal são: a flauta ou o violino, a Veena, a Tambura e como percussão para o ritmo dos pés, o Mrdungam e o Nattuvangan.